# John Duka
John Duka (16. srpna 1949 Miami – 21. ledna 1989 Manhattan) byl americký novinář.

## Život
Narodil se v Miami. Jeho otcem byl řecký číšník. Studoval na Medillově škole žurnalistiky na Severozápadní univerzitě v Illinois. Studium dokončil v roce 1971 a poté se usadil ve Florencii, kde se věnoval pedagogické činnosti. Po návratu do rodné země pracoval nejprve pro časopis Esquire a později například pro Simon & Schuster a New York. Nakonec začal přispívat sloupky do deníku The New York Times, kde se zabýval převážně módou, mj. zde každý týden měl sloupek Notes on Fashion. Timesy opustil v roce 1985, kdy spoluzaložil reklamní agenturu Keeble, Cavaco & Duka. Nadále občasně přispíval do časopisů jako Vanity Fair, Elle a Interview. Zemřel na Manhattanu ve věku 39 let. Podle teorií byl inspirací pro postavu Felixe ve hře (a stejnojmenném filmu) Stejná srdce od Larryho Kramera.